# 경주 흥륜사지
경주 흥륜사지(慶州 興輪寺址)는 대한민국 경상북도 경주시에 있었던 사찰로서, 신라 법흥왕대 최초로 세워진 흥륜사가 있던 곳이다. 전해오는 기록에 따르면 금당·탑·좌경루·남문·강당 등이 절 안에 있었고, 보현보살의 벽화도 있었다고 한다. 지금은 1980년대에 새로 지은 흥륜사가 자리하고 있으며, 1963년 1월 21일 대한민국의 사적 제15호로 지정되었다.

## 역사

### 신라
흥륜사는 신라에서 가장 먼저 지어진 절로 불교를 전파하기 위해 온 고구려 승려 아도(阿道)가 지은 것이라 전한다. 신라 미추왕이 절을 짓도록 하였다고 하나 창건 연대가 정확하지 않으며, 규모가 작고 검소하여 초가집을 짓고 불법을 강연하는 정도였다고 한다.
미추왕이 죽자 절은 곧 폐허가 되었고, 그 후 법흥왕 14년(527)에 이차돈의 순교로 다시 짓기 시작하여 진흥왕 5년(544)에 완성되었다. 진흥왕은 이 절을 ‘대왕흥륜사‘라 하고 백성들이 중이 되는 것을 허락하였으며, 왕 자신도 만년에는 스스로 삭발하여 법운이라는 법명을 받고 절의 주지가 되었다. 이후 흥륜사는 대법회를 열고 왕실과 국가의 평안을 기원하는 신라의 큰 절이 되었다. 『삼국유사』에 의하면, 불국사와 석굴암을 창건한 김대성이 전생에 밭을 보시한 절이 흥륜사이고 김현(金現)이 호랑이와 인연을 맺었다는 절도 이곳이라고 기록되어 있다.
금당 안에는 선덕여왕 때 김양도가 만들었다는 미륵삼존불상이 모셔져 있고, 동쪽 벽에는 아도·이차돈·혜숙·안함·의상을 그린 신라 10성의 상(像)을 그린 벽화가, 서쪽 벽에는 표훈·원효·혜공·지장·사파의 상을 모셔 놓았다고 전한다. 금당지 앞에는 8각탑지와 서쪽의 경루가 있고 이를 둘러싼 화랑지가 조사되었다. 흥륜사의 남문은 길달문이라고 불렀는데, 귀신인 길달(吉達)이 지었다고 하여 붙여진 이름이다.

### 후대의 조사와 발굴
신라말 반란군에 의해 불탄 것을 경명왕 5년(921)에 다시 지었으며, 조선시대에 화재로 불타 폐사되었다. 절터에는 신라시대의 석조물 가운데 가장 큰 석조와 배례석이 있었는데, 현재 국립경주박물관에 보관되어 있다. 
1916년 경주에서 대서소를 운영 중이던 일본인 모로가 히데오 (諸鹿央雄)가 사정동 일대에서 절터 유구, 석불 등을 우연히 발견하고, 주민들로부터 이 일대 지명이 '흥륜들', '흥륜원'이라고 칭하는 것을 근거삼아 흥륜사터로 특정되었다. 1934년에는 경주의 일본인 의사 다나카 도시노부 (田中敏信)가 골동품상에서  '신라의 미소'로 일컫는 사람얼굴 모양의 수막새를 구입했고, 조선총독부 박물관 경주분관의 조사를 통해 흥륜사터에서 나온 것으로 추정하였다.
그러나 1976년 발굴조사 당시 '영묘지사'(靈廟之寺) 또는 '대영명사조와(大令妙寺造瓦)'라 새겨진 기와조각이 출토되어, 선덕여왕 때 창건된 영묘사터라는 설이 대두되었다. 2023년 7월에는 흥륜사 주변에서 '영묘사'라는 기와 조각과 함께 고려시대 공양구 유물 등을 넣은 철솥이 발굴되었다.

## 같이 보기
- 경주 얼굴무늬 수막새

## 참고 자료
- 경주 흥륜사지 - 국가유산청 국가유산포털
- 이 문서에는 다음커뮤니케이션(현 카카오)에서 GFDL 또는 CC-SA 라이선스로 배포한 글로벌 세계대백과사전의 내용을 기초로 작성된 글이 포함되어 있습니다.

1. 1 2  “"스님들이 묻어놓고 도망갔다"고?…'신라의 미소' 출토지에 무슨 일?”. 경향신문. 2023년 7월 16일. 2023년 7월 27일에 확인함.
2. ↑  “경주 흥륜사 주변에서 고려시대 공양구 대량 출토…‘영묘사’ 적힌 기와도 나와”. 한국일보. 2023년 7월 5일. 2023년 7월 27일에 확인함.